# Masahiro Shimmyo
Masahiro Shimmyo (新明 正広 Shimmyo Masahiro?,  nacido el 16 de julio de 1972 en Chiba) es un exfutbolista japonés. Jugaba de centrocampista y su último club fue el Ventforet Kofu de Japón.

## Trayectoria

### Clubes
| Club              | País  | Año         |
| ----------------- | ----- | ----------- |
| Consadole Sapporo | Japón | 1991 - 1996 |
| Ventforet Kofu    | Japón | 1997 - 2000 |